# Мерзла земля
«Мерзла земля» (англ. The Frozen Ground) — американський трилер 2013 року сценариста і режисера Скотта Вокера, заснований на реальних подіях 1980-х рр. на Алясці. У фільмі розповідається про полювання на серійного вбивцю Роберта Гансена. Гансен переслідував і вбивав молодих жінок від 17 до 21 років, викрадав їх, відвозив в пустелю Аляски та полював на них. У фільмі герою Ніколаса Кейджа, поліцейському Джеку Галкомбу, вдається знайти дівчину, Сінді Полсон (Ванесса Гадженс), яка втекла від маніяка, і він з її допомогою розкриває справу.

## У Ролях
- Ніколас Кейдж — Джек Галкомб
- Джон К'юсак — Роберт Гансен
- Ванесса Гадженс — Сінді Полсон
- Рада Мітчелл — Еллі Галкомб
- 50 Cent — сутенер Клейт Джонсон
- Джоді Лін О’Кіф — Шеллі Рінджелл
- Дін Норріс — сержант Лайл Хаугсвен
- Кевін Данн — лейтенант Боб Джент
- Бред Вільям Генке — Карл Галенскі